# Maradschil
Maradschil (arabisch مراجل, DMG Marāǧil), geb. vor 767, gest. 786, war eine Sklavin und Konkubine des späteren fünften Abbasiden-Kalifen Harun al-Raschid (reg. 786–809) und als Umm Walad Mutter des siebten Abbasiden-Kalifen al-Ma'mun (reg. 813–833).

## Leben
Maradschil war persischer Herkunft und stammte aus Badghis in Chorasan im heutigen Westafghanistan.
Angeblich war sie die Tochter des Ustadhsis, der während der Regierungszeit des Kalifen al-Mansur (714–775, reg. 754–775) in Chorasan gegen die Abbasiden rebellierte; der Aufstand wurde im Jahr 767 von General Khazim ibn Khuzayma al-Tamimi niedergeschlagen. Demnach wäre Maradschil als Säugling oder kleines Kind als Kriegsgefangene nach Bagdad gekommen und dort aufgewachsen.
Sicher ist, dass Maradschil als Sklavenkonkubine in den Besitz des Abbasiden-Prinzen Harun al-Raschid (766–809) kam und ihm am 14. September 786 den Sohn Abdallah al-Ma'mun gebar.
Maradschil starb bei der Geburt ihres Kindes oder kurz danach, sodass al-Ma'mūn von Harun al-Raschids Hauptfrau Zubaida aufgezogen wurde, der Mutter des späteren Kalifen al-Amīn, den al-Ma'mun letztlich stürzen sollte.

## Rezeption
In der klassisch-arabischen Literatur findet Maradschil unter anderem Erwähnung in den Geschichtswerken von al-Tabari (839–923), al-Mas'udi (895–956) und Ibn al-Athir (1160–1233).